# Melanie Wilks
Pour les articles homonymes, voir Wilks.
Pas d'image ? Cliquez ici

a Compétitions nationales et continentales officielles uniquement.

b Matchs officiels uniquement.
Melanie Wilks, née le 13 janvier 2000 à Brisbane (Australie), est une joueuse internationale australienne de rugby à XV évoluant aux postes de centre et d'ailier.

## Biographie
Melanie Wilks naît le 13 janvier 2000 à Brisbane en Australie.
À l'automne 2023, Melanie Wilks participe en Nouvelle-Zélande au WXV sous les couleurs de l'Australie.